# HIP 57050
HIP 57050 (Gliese 1148 / Ross 1003 / LHS 2443) è una stella della costellazione dell'Orsa Maggiore, distante 36 anni luce dal sistema solare, attorno alla quale orbitano 2 pianeti extrasolari.
Nelle immediate vicinanze del Sole è una delle stelle con la più alta metallicità, circa il 35% maggiore rispetto a quella del Sole.

## Caratteristiche
HIP 57050 è una debole nana rossa avente una massa e un raggio che sono rispettivamente il 35% e il 40% di quelli del Sole, mentre la sua temperatura superficiale è attorno ai 3360 K.

## Sistema planetario
Un gruppo guidato dall'astronomo Nader Haghighipour ha scoperto nel 2010 un pianeta gigante gassoso delle dimensioni di Saturno nella zona abitabile della stella. Secondo gli scopritori, HIP 57050 b fornisce un'ulteriore prova a supporto della teoria che le stelle di classe M che hanno pianeti tendono ad essere ricche di metalli, correlazione già osservata nelle stelle di classe F, G e K.
Alla temperatura prevista sul pianeta, di circa 230 K, l'atmosfera può contenere nubi d'acqua, potenzialmente rilevabili dal telescopio spaziale Hubble se fosse in grado di catturare un transito planetario.
Gli scopritori del pianeta hanno ipotizzato la possibilità che esista una luna abitabile attorno al gigante gassoso:
"Facendo un'analogia con il nostro sistema solare, dove i giganti gassosi hanno dozzine di lune, ci si potrebbe aspettare che anche HIP 57050 b ospiti dei satelliti naturali. Nel nostro sistema solare, i satelliti dei giganti gassosi hanno mediamente lo 0,02% delle masse dei loro pianeti, quindi nel caso di HIP 57050 b un satellite potrebbe avere il ∼2% della massa terrestre (circa come Titano). Mentre l'esoluna sarebbe certamente nella zona abitabile della stella, un oggetto con solo 1/5 della massa di Marte non è probabilmente tra i migliori mondi potenzialmente abitabili, sotto vari punti di vista. In ogni caso, il rilevamento diretto di tale luna è estremamente difficile".
Paul Gilster della Tau Zero Foundation pensa che in base alla conoscenza dei giganti gassosi nel nostro sistema solare, sia naturale supporre che questo sia un mondo dotato di esolune e, in tal caso, la loro posizione nella zona abitabile disegna inevitabili confronti con mondi immaginari come Pandora, esoluna fittizia e scenario del film Avatar. Gilster ha suggerito che una luna di dimensioni terrestri potrebbe esistere se si fosse formata in modo indipendente e fosse stata catturata in seguito dal pianeta gigante.
Ulteriori rilevazioni della velocità radiale della stella hanno consentito la scoperta di un secondo pianeta nel 2017, anch'esso gigante gassoso in orbita a quasi 1 UA dalla stella, oltre il limite della neve.

### Prospetto del sistema
| Pianeta | Tipo            | Massa       | Raggio | Periodo orb.   | Sem. maggiore | Eccentricità | Scoperta |
| ------- | --------------- | ----------- | ------ | -------------- | ------------- | ------------ | -------- |
| b       | Gigante gassoso | 98,2±2,9 M⊕ | —      | 41,3795 giorni | 0,17 UA       | 0,3824       | 2010     |
| c       | Gigante gassoso | 74±2,9 M⊕   | —      | 531,89 giorni  | 0,914 UA      | 0,408        | 2017     |